# 神月摩由璃
神月摩由璃（こうづき まゆり、6月16日 -）は、日本の小説家。
宮崎県宮崎市出身。明治学院大学文学部フランス文学科卒業。大学在学中の1986年に、日本版ウォーロック創刊号で初代編集長多摩豊の推薦によりブックレビューの仕事を貰ったことがきっかけで執筆活動を始める。 1989年に『幾千の夜を超えて』で小説家としてデビュー。
菊地秀行ファンでもあり、文庫版『魔界都市ブルース』の解説の執筆も担当している（妖月の章、幽姫の章）。
日本SF作家クラブ会員だったが、2023年4月現在は、会員名簿に名前がない。

## 作品リスト
- 『幾千の夜を超えて』 社会思想社、ISBN 4-390-11308-9
- 『SF&ファンタジーガイド 摩由璃の本棚』 社会思想社、ISBN 4-390-11313-5
- 『永遠の護り』 角川書店、ISBN 4-04-785801-3
- 『花輪竜一郎さんの優雅な生活』 早川書房、ISBN 4-15-110003-2
- 『リュスリナの剣I 暁の書』 早川書房、ISBN 4-15-110014-8
- 『摩州奇譚I 渇きの月』 小学館、ISBN 4-09-430271-9
- 『摩州奇譚II 火焔の女王』小学館、ISBN 4-09-430272-7